# Дроздова (хутор)
Хутор Дроздова — населённый пункт в Волоколамском районе Московской области России, входит в состав сельского поселения Спасское. Население — 9 чел. (2010).

## География
Хутор Дроздова расположен на западе Московской области, в южной части Волоколамского района, около автодороги Р108 (Суворово — Руза), примерно в 7 км к югу от города Волоколамска. Ближайшие населённые пункты — сёла Спасс и Рюховское. У хутора Дроздова берёт начало река Демшенко.

## Население
| 2002 | 2006 | 2010 |
| ---- | ---- | ---- |
| 4    | →4   | ↗9   |